# Lorenzo Barcala

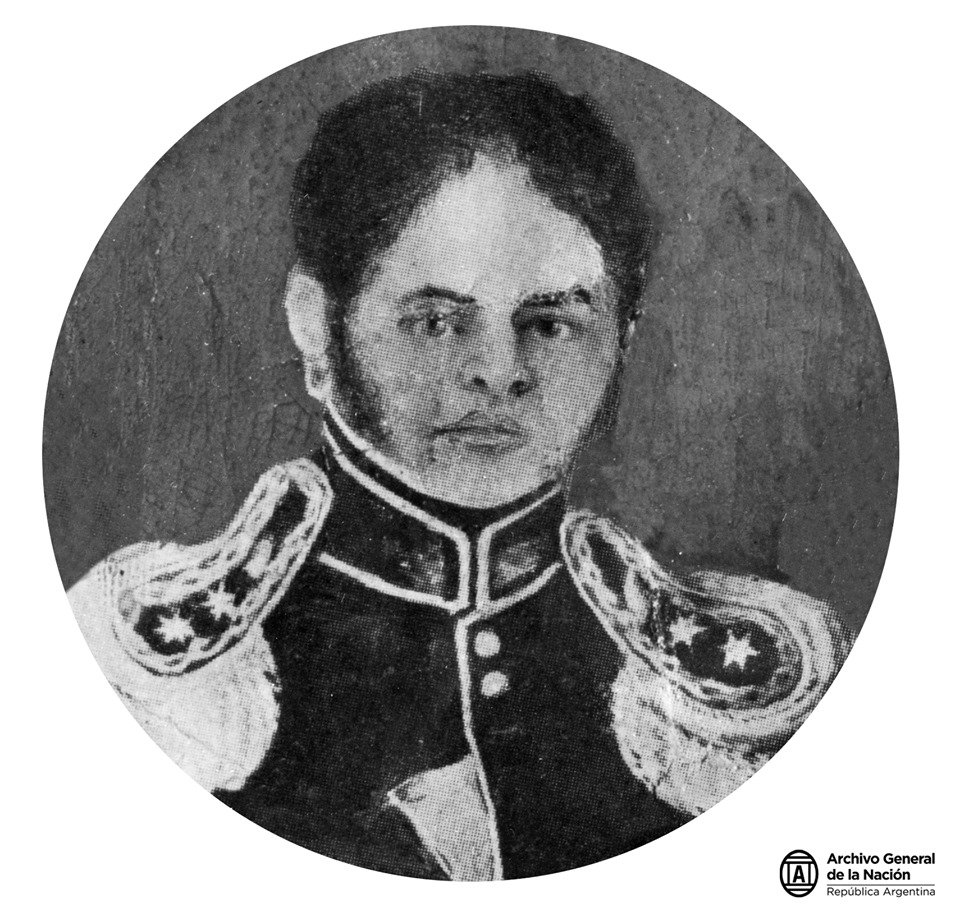
Lorenzo Barcala

Lorenzo Barcala (Mendoza, Argentina, 23 de dezembro de 1793 — Mendoza, 1 de agosto de 1835) foi um militar argentino que participou nas guerras civis argentinas do lado do Partido Unitário, e um dos poucos militares afro-descendentes a alcançar o posto de coronel no país.

## Início da sua carreira militar
Filho de escravos, foi também escravo durante sua infância. Foi libertado por ordem do governador de Cuyo, o general José de San Martín, porém por causas desconhecidas não entrou para o Exército dos Andes. Iniciou sua carreira militar em 1818 como soldado do Regimento de Pardos.
Em 1820 participou das desordens da chamada Anarquia do Ano XX, que teve um dos seus epicentros em Cuyo. Foi parte do exército do general Bruno Morón, que combateu o general chileno José Miguel Carrera, e após a morte de Morón, lutou na batalha de Punta del Médano sob ordens de José Albino Gutiérrez.
Em 1822 já era sargento-mor. Em 1824 participou de uma revolução contra o governador Gutiérrez; após fracassar, fugiu para San Juan. De volta em Mendoza, seguiu o coronel Juan Lavalle na segunda revolução contra Gutiérrez, cuja vitória o identificou definitivamente como personagem central do partido unitário local. Pouco tempo depois, participou, sob ordens de José Félix Aldao, na repressão da revolução "eclesiástica" sanjuanina e a reposição no governo de Salvador María del Carril.
Em 1826 se uniu ao exército que lutou na Guerra da Cisplatina, sob ordens do coronel Ramón Bernabé Estomba. Participou do fracassado ataque contra Punta del Este e foi tomado como prisioneiro. Permaneceu vários meses em uma cela no Rio de Janeiro com a ameaça permanente de ser vendido como escravo, até recuperar a liberdade em uma troca de prisioneiros.

## A Liga Unitária
Se uniu à campanha do general José María Paz contra os federais do interior em 1829, e às suas ordens lutou na batalha de São Roque. O vencedor lhe encargou de organizar um batalhão de infantes negros libertos: uma liberdade muito cara que se pagava com muitos anos de serviço no exército. Era muito querido pelos negros, especialmente porque os defendia do desprezo e atropelo dos brancos. Na frente deste batalhão lutou nas batalhas de La Tablada — após a qual foi promovido ao posto de tenente coronel — e Oncativo.
Depois desta última vitória foi promovido a coronel, e enviado como segundo chefe do exército de ocupação de Mendoza, ao mando de José Videla Castillo. Este foi nomeado governador, e Barcala foi nomeado chefe de vanguarda e organizou um corpo de infantaria, os Cazadores del Pilar. Participou da batalha de Rodeo de Chacón como chefe de uma ala de cavalaria contra as forças de Facundo Quiroga, que os venceu com relativa facilidade.
Protegeu o seu chefe Videla Castillo em sua retirada para o norte, onde se uniram às forças do general Gregorio Aráoz de Lamadrid, novo chefe do exército da Liga Unitária. Às suas ordens combateu na derrota definitiva que foi a batalha de La Ciudadela, onde foi feito prisioneiro. Depois da batalha, Facundo Quiroga fuzilou alguns oficiais. Ao receber Barcala lhe perguntou "O que teria feito, coronel, se tivesse me prendido?" ao que Barcala respondeu sem duvidar "Eu teria te fuzilado, general". Quiroga admirou sua coragem e, após o indultar, o nomeou seu chefe de estado maior.

## Últimos anos
Quando Quiroga se aposentou das atividades militares, instalando-se em San Juan, Barcala se radicou ali. Não quis voltar para Mendoza, já que Aldao havia jurado matá-lo; inclusive tentou convencer Quiroga a fuzilá-lo.
Participou da campanha ao deserto de 1833 sob o comando do general José Ruiz Huidobro, e lutou contra os indígenas ranqueles liderados por Yanquetruz no combate de Las Acollaradas.
Com a morte de Quiroga em 1835, seus tenentes começaram a disputar sua herança e houve uma série de conflitos entre Aldao, de Mendoza, Martín Yanzón, governador de San Juan, e Tomás Brizuela, de La Rioja. Mas independente e poderoso que eles, o tucumano Alejandro Heredia logo dominou todo o noroeste. O intrigante ministro de Yanzon, Domingo de Oro, tentou se livrar de Aldao por meio de uma conspiração que Barcala liderou de San Juan. A conspiração foi descoberta e seus líderes de Mendoza foram presos e executados, incluindo o coronel José Ignacio Correa de Saá.
Passado o perigo, Aldao — que não era o governador, mas o chefe do exército — exigiu a extradição de Barcala; o ministro Oro — que estava comprometido no assunto — decidiu sua vida entregando Barcala. Após um julgamento que durou um mês, Barcala foi condenado à morte e fuzilado em Mendoza no dia 1 de agosto de 1835.
Seu filho Celestino Barcala lutou contra os federais na década de 1860 e foi fuzilado por Felipe Varela pouco antes de sua derrota na batalha de Pozo de Vargas.